# ام کی‌ئی
ام کی‌ئی (ترکی استانبولی: Makina ve Kimya Endüstrisi Kurumu) شرکت دولتی صنایع جنگ‌افزاری ترک است، که در سال ۱۹۵۰ تأسیس شد.